# Excalibur (Tom Fogerty)
| Recensione | Giudizio |
| ---------- | -------- |
| AllMusic   |          |

Excalibur è il secondo album discografico solistico di Tom Fogerty, pubblicato dall'etichetta discografica Fantasy Records nell'ottobre del 1972.

## Tracce

### LP
Lato A
Testi e musiche di Tom Fogerty, eccetto dove indicato.
1. Forty Years – 3:45
2. Black Jack Jenny – 2:30
3. Rocky Road Blues – 3:50 (Bill Monroe)
4. Faces, Places, People – 3:50
5. Get Funky – 1:50

Lato B
Testi e musiche di Tom Fogerty, eccetto dove indicato.
1. Sick and Tired – 4:18 (Chris Kenner, Dave Bartholomew)
2. Sign of the Devil – 2:35
3. Straight and Narrow – 3:45
4. Next in Line – 2:13
5. (Hold On) Annie Mae – 3:48

## Musicisti
- Tom Fogerty - voce, chitarra, armonica
- Jerry Garcia - chitarra solista
- Merl Saunders - tastiere
- John Kahn - basso
- Bill Vitt - batteria

Note aggiuntive
- Tom Fogerty e Brian Gardner - produttori
- Brian Gardner - ingegnere delle registrazioni
- Roy Segal - ingegnere del mixaggio
- Tony Lane - art direction e fotografia copertina album originale[2]